# Hadi al-Amiri
Hadi Al-Amiri (en árabe: هادي العامري‎) es un político chií iraquí, comandante de milicia Hadi Amari. Fue ministro de transportes en Irak y líder de la Organización Badr, ala militar de la Asamblea Suprema Islámica de Irak (SIIC).  Es miembro  del parlamento iraquí por parte de la Alianza Unida Iraquí, que representa a los partidos chiíes.

## Biografía
Nacido en la provincia de Diyala en 1954, Hadi al Amari ejercía como jefe del comité de Defensa y Seguridad del Parlamento iraquí. Poco después sería nombrado ministro de Transporte, cargo que ocupó hasta 2014. Amiri luchó con los iraníes en la Brigada Badr, durante el Guerra entre Irán e Irak. Fue el comandante de las fuerzas iraquíes en la operación para liberar a Jurf Al Sakhar durante el conflicto iraquí de 2014. Como comandante en las Fuerzas de Movilización Popular, ha estado activo en las operaciones contra el Estado Islámico. Ha sido descrito como el líder "quizás el más poderoso y pro-iraní" en las Fuerzas de Movilización Popular y, a menudo, se reúne con el enviado presidencial especial de Estados Unidos Brett H. McGurk, para la Coalición Global para Contrarrestar al Estado Islámico. Habla con fluidez el persa.
En 2011 acompañó al primer ministro iraquí Nuri al Maliki en una visita a la Casa Blanca durante la presidencia de Barack Obama, como Secretario de Transportes y como enemigo de  Saddam Hussein.
Ha negado las afirmaciones de que ha supervisado los vuelos que pasaron por el espacio aéreo iraquí desde Irán a Siria con cargamentos de armas para ayudar al gobierno sirio en la guerra civil siria. Amiri ha proclamado su afecto por Qassem Suleimani, el difunto comandante de la Fuerza Quds, una división del Cuerpo de la Guardia Revolucionaria Islámica, que jugó un papel fundamental en el apoyo del presidente sirio Bashar al-Assad en el conflicto.
El 31 de diciembre de 2019, junto con Abu Mahdi al-Muhandis, Qais Khazali, y Falih Alfayyadh,  fue identificado por Secretario de Estado Mike Pompeo como dirigente del ataque en la embajada de Estados Unidos en Bagdad. En el periodo posterior del ataque aéreo del Aeropuerto Internacional de Bagdad en 2020 en el que fueron asesinados Qasem Soleimani y al-Muhandis, al-Amiri fue considerado como candidato para reemplazar a al-Muhandis como dirigente de las Fuerzas de Movilización Populares, una coalición iraquí de milicias qué lucharon contra el Estado Islámico.